# Johann Georg von Rechenberg (Kreishauptmann)
Johann Georg Freiherr von Rechenberg (* 6. Februar 1660; † 11. November 1729) war ein sächsischer Kreishauptmann, Kammerherr, Geheimer Rat und Rittergutsbesitzer.

## Leben
Der Sohn des Oberhofmarschalls Johann Georg von Rechenberg aus dem sächsischen Adelsgeschlecht von Rechenberg besaß die beiden Rittergüter Eythra und Mausitz.
Freiherr von Rechenberg war von 1695 bis 1701 Kreishauptmann des Leipziger Kreises.
Er war mit der Tochter von Hans Adam von Schöning verheiratet. Die Ehe blieb kinderlos.